# Charmion King
Charmion King (25. července 1925 Toronto – 6. ledna 2007 Toronto) byla kanadská herečka.

## Filmografie
- 1964: Nobody Waved Good-bye – jako Matka
- 1966: Don't Forget to Wipe the Blood Off
- 1969: Don't Let the Angels Fall – jako Myrna
- 1974: House of Pride (seriál TV) – jako Mary Kirby
- 1977: Who Has Seen the Wind – jako Paní Abercrombie
- 1985: Anne of Green Gables (TV) – jako Teta Josefína
- 1987: Anne of Green Gables: The Sequel (TV) – Teta Josefína Barryová
- 1988: Shadow Dancing – jako Grace Meyerhoff
- 1994: Broken Lullaby (TV)
- 1998: My Own Country (TV) – jako Matka mladíka
- 1998: Last Night – jako Babička
- 2001: Jackie, Ethel, Joan: The Women of Camelot (TV) – jako Rose Kennedy
- 2001: Picture Claire – jako Dáma ve vlaku
- 2002: A Promise – jako Matka